# تیم ملی فوتبال زیر ۱۷ سال انگلستان
تیم ملی فوتبال زیر ۱۷ سال انگلستان یا تیم ملی فوتبال نوجوانان انگلستان نماینده فوتبال کشور انگلستان در مسابقات نوجوانان اروپا و بین‌المللی است که زیر نظر اتحادیه فوتبال انگلستان فعالیت میکند.
گرگ لینکلن سرمربی تیم ملی فوتبال زیر ۱۷ سال است.

## تاریخچه مسابقات

### جام جهانی فوتبال زیر ۱۷ سال
| سال   | عنوان                    | بازی                     | برد                      | م*                       | باخت                     | گ ز                      | گ خ                      |
| ----- | ------------------------ | ------------------------ | ------------------------ | ------------------------ | ------------------------ | ------------------------ | ------------------------ |
| ۱۹۸۵  | به مسابقات راه پیدا نکرد | به مسابقات راه پیدا نکرد | به مسابقات راه پیدا نکرد | به مسابقات راه پیدا نکرد | به مسابقات راه پیدا نکرد | به مسابقات راه پیدا نکرد | به مسابقات راه پیدا نکرد |
| ۱۹۸۷  | به مسابقات راه پیدا نکرد | به مسابقات راه پیدا نکرد | به مسابقات راه پیدا نکرد | به مسابقات راه پیدا نکرد | به مسابقات راه پیدا نکرد | به مسابقات راه پیدا نکرد | به مسابقات راه پیدا نکرد |
| ۱۹۸۹  | به مسابقات راه پیدا نکرد | به مسابقات راه پیدا نکرد | به مسابقات راه پیدا نکرد | به مسابقات راه پیدا نکرد | به مسابقات راه پیدا نکرد | به مسابقات راه پیدا نکرد | به مسابقات راه پیدا نکرد |
| ۱۹۹۱  | به مسابقات راه پیدا نکرد | به مسابقات راه پیدا نکرد | به مسابقات راه پیدا نکرد | به مسابقات راه پیدا نکرد | به مسابقات راه پیدا نکرد | به مسابقات راه پیدا نکرد | به مسابقات راه پیدا نکرد |
| ۱۹۹۳  | به مسابقات راه پیدا نکرد | به مسابقات راه پیدا نکرد | به مسابقات راه پیدا نکرد | به مسابقات راه پیدا نکرد | به مسابقات راه پیدا نکرد | به مسابقات راه پیدا نکرد | به مسابقات راه پیدا نکرد |
| ۱۹۹۵  | به مسابقات راه پیدا نکرد | به مسابقات راه پیدا نکرد | به مسابقات راه پیدا نکرد | به مسابقات راه پیدا نکرد | به مسابقات راه پیدا نکرد | به مسابقات راه پیدا نکرد | به مسابقات راه پیدا نکرد |
| ۱۹۹۷  | به مسابقات راه پیدا نکرد | به مسابقات راه پیدا نکرد | به مسابقات راه پیدا نکرد | به مسابقات راه پیدا نکرد | به مسابقات راه پیدا نکرد | به مسابقات راه پیدا نکرد | به مسابقات راه پیدا نکرد |
| ۱۹۹۹  | به مسابقات راه پیدا نکرد | به مسابقات راه پیدا نکرد | به مسابقات راه پیدا نکرد | به مسابقات راه پیدا نکرد | به مسابقات راه پیدا نکرد | به مسابقات راه پیدا نکرد | به مسابقات راه پیدا نکرد |
| ۲۰۰۱  | به مسابقات راه پیدا نکرد | به مسابقات راه پیدا نکرد | به مسابقات راه پیدا نکرد | به مسابقات راه پیدا نکرد | به مسابقات راه پیدا نکرد | به مسابقات راه پیدا نکرد | به مسابقات راه پیدا نکرد |
| ۲۰۰۳  | به مسابقات راه پیدا نکرد | به مسابقات راه پیدا نکرد | به مسابقات راه پیدا نکرد | به مسابقات راه پیدا نکرد | به مسابقات راه پیدا نکرد | به مسابقات راه پیدا نکرد | به مسابقات راه پیدا نکرد |
| ۲۰۰۵  | به مسابقات راه پیدا نکرد | به مسابقات راه پیدا نکرد | به مسابقات راه پیدا نکرد | به مسابقات راه پیدا نکرد | به مسابقات راه پیدا نکرد | به مسابقات راه پیدا نکرد | به مسابقات راه پیدا نکرد |
| ۲۰۰۷  | یک چهارم نهایی           | ۵                        | ۳                        | ۱                        | ۱                        | ۱۲                       | ۷                        |
| ۲۰۰۹  | به مسابقات راه پیدا نکرد | به مسابقات راه پیدا نکرد | به مسابقات راه پیدا نکرد | به مسابقات راه پیدا نکرد | به مسابقات راه پیدا نکرد | به مسابقات راه پیدا نکرد | به مسابقات راه پیدا نکرد |
| ۲۰۱۱  | یک چهارم نهایی           | ۵                        | ۲                        | ۲                        | ۱                        | ۸                        | ۹                        |
| ۲۰۱۳  | به مسابقات راه پیدا نکرد | به مسابقات راه پیدا نکرد | به مسابقات راه پیدا نکرد | به مسابقات راه پیدا نکرد | به مسابقات راه پیدا نکرد | به مسابقات راه پیدا نکرد | به مسابقات راه پیدا نکرد |
| ۲۰۱۵  | مرحله گروهی              | ۳                        | ۰                        | ۲                        | ۱                        | ۱                        | ۲                        |
| ۲۰۱۷  | Qualified                | Qualified                | Qualified                | Qualified                | Qualified                | Qualified                | Qualified                |
| مجموع | ۴/۱۷                     | ۱۳                       | ۵                        | ۵                        | ۳                        | ۲۱                       | ۱۸                       |

### مسابقات فوتبال زیر ۱۷ سال اروپا
| سال   | عنوان              | بازی | برد | م* | باخت | گ ز | گ خ |
| ----- | ------------------ | ---- | --- | -- | ---- | --- | --- |
| ۲۰۰۲  | رتبه سوم           | ۶    | ۴   | ۱  | ۱    | ۱۰  | ۶   |
| ۲۰۰۳  | رتبه چهارم         | ۵    | ۱   | ۳  | ۱    | ۶   | ۶   |
| ۲۰۰۴  | رتبه چهارم         | ۵    | ۳   | ۱  | ۱    | ۱۱  | ۷   |
| ۲۰۰۵  | مرحله گروهی        | ۳    | ۱   | ۰  | ۲    | ۶   | ۳   |
| ۲۰۰۶  | مرحله الیت         | -    | -   | -  | -    | -   | -   |
| ۲۰۰۷  | نایب قهرمان        | ۵    | ۳   | ۱  | ۱    | ۸   | ۴   |
| ۲۰۰۸  | مرحله الیت         | -    | -   | -  | -    | -   | -   |
| ۲۰۰۹  | مرحله گروهی        | ۳    | ۰   | ۱  | ۲    | ۱   | ۶   |
| ۲۰۱۰  | قهرمان             | ۵    | ۵   | ۰  | ۰    | ۱۰  | ۴   |
| ۲۰۱۱  | نیمه نهایی         | ۴    | ۱   | ۱  | ۲    | ۵   | ۵   |
| ۲۰۱۲  | مرحله الیت         | -    | -   | -  | -    | -   | -   |
| ۲۰۱۳  | مرحله الیت         | -    | -   | -  | -    | -   | -   |
| ۲۰۱۴  | قهرمان             | ۵    | ۴   | ۰  | ۱    | ۱۰  | ۴   |
| ۲۰۱۵  | یک چهارم نهایی     | ۴    | ۲   | ۱  | ۱    | ۳   | ۲   |
| ۲۰۱۶  | یک چهارم نهایی     | ۴    | ۲   | ۰  | ۲    | ۶   | ۴   |
| ۲۰۱۷  | نایب قهرمان        | ۶    | ۵   | ۰  | ۱    | ۱۵  | ۴   |
| ۲۰۱۸  | Qualified as hosts | -    | -   | -  | -    | -   | -   |
| مجموع | ۱۳/۱۷              | ۵۵   | ۳۱  | ۹  | ۱۵   | ۹۱  | ۵۵  |